# Alnus nitida
Alnus nitida là một loài thực vật có hoa trong họ Betulaceae. Loài này được (Spach) Endl. mô tả khoa học đầu tiên năm 1847.